# Béla Ternovszky
Béla Ternovszky (ur. 23 maja 1943 w Budapeszcie) – węgierski reżyser, twórca filmów animowanych.
Kształcił się w szkole Képző- és Iparművészeti Gimnázium, następnie studiował na uczelni Marxizmus-Leninizmus Esti Egyetem. Później był zatrudniony w Pannónia Filmstúdió. Został animatorem serialu Gustaw oraz pierwszej serii kultowego cyklu Mézga család, z czasem zaczął pracować także jako reżyser animacji.
Wyreżyserował film Modern edzésmódszerek (1970), antologię żartów związanych ze sportem, która przyniosła mu szereg nagród na festiwalach w kraju i za granicą, a także Miasto kotów (1986), parodię filmów szpiegowskich. Współtworzył serial Kérem a következőt! (Dr. Bubó) oraz film János vitéz.
W 1983 r. został laureatem nagrody Béli Balázsa (Balázs Béla-díj), a cztery lata później otrzymał tytuł honorowy zasłużonego artysty (érdemes művész). W 2015 r. został członkiem korespondentem Węgierskiej Akademii Sztuk (Magyar Művészeti Akadémia).